# Ernst Sprockhoff
Ernst Sprockhoff (* 6. August 1892 in Berlin; † 1. Oktober 1967 in Kiel) war ein deutscher Prähistorischer Archäologe.

## Leben
Sprockhoff war vor dem Ersten Weltkrieg zunächst Lehrer und machte sein Abitur in Kriegsgefangenschaft. Ab 1920 studierte er neben dem Schuldienst Vorgeschichte, mittelalterliche Geschichte und Geologie. Seit 1922 war Sprockhoff Mitglied des Reichsbundes für Deutsche Vorgeschichte. Er wurde 1924 an der Universität Königsberg promoviert. Von 1926 bis 1928 arbeitete er am Provinzialmuseum Hannover, von 1928 bis 1935 am Römisch-Germanischen Zentralmuseum Mainz. Ab 1931 war Sprockhoff korrespondierendes und ab 1934 ordentliches Mitglied des Deutschen Archäologischen Instituts. Nachdem 1935 Gerhard Bersu aus dem Amt als erster Direktor der Römisch-Germanischen Kommission in Frankfurt am Main gedrängt worden war, folgte Sprockhoff ihm 1935 zunächst als zweiter und ab 1937 als erster Direktor bis 1945. Zugleich erhielt er 1936 eine Professur für Ur- und Frühgeschichte an der Universität in Marburg. 1942 wurde er korrespondierendes Mitglied der Bayerischen Akademie der Wissenschaften.
Sprockhoff trat bereits 1920 dem Stahlhelm bei, den er jedoch 1923 bereits wieder verließ. Schon vor der „Machtergreifung“ 1933 gehörte er der SA an. 1933 wurde er Mitglied im Nationalsozialistischen Lehrerbund und 1937, nach Lockerung der Aufnahmesperre, auch Mitglied der NSDAP. Von 1943 bis 1945 war er während der Besetzung Norwegens als Oberstleutnant Regimentskommandeur des zwischen Karmøy und Vanse auf der Halbinsel Lista stationierten Heeres-Küsten-Artillerie-Regimentes 978. Als beim Bau des Küstenforts Marka im Rahmen der Arbeiten am Atlantikwall durch die Deutsche Wehrmacht auf der Südwestspitze von Lista der Grønhaug genannte Grabhügel angeschnitten wurde, übernahm Sprockhoff die Untersuchung dieser wikingerzeitlichen Doppelbestattung und übergab die Funde dem Universitätsmuseum Oslo, dem heutigen Kulturhistorisk Museum. Weitere Grabhügel aus der Gemarkung Marka, wie der Engelshaug und der Tuptehaug, einige der größten vorgeschichtlichen Monumente Norwegens, wurden dagegen unbeobachtet zerstört. Während seines Kommandos schrieb er ein Buch über norwegische Ur- und Frühgeschichte, wobei er vor allem Quellen aus der Region seines Kommandos nutzte. Das Buch mit dem Titel ... und zeugen von einem stolzen Geschlecht wurde noch kurz vor Kriegsende 1945 veröffentlicht. Nach Kriegsende verbrachte Sprockhoff über zwei Jahre in britischer Kriegsgefangenschaft.
Direkt nach seiner Rückkehr im Herbst 1947 wurde Sprockhoff zum ordentlichen Professor für Vor- und Frühgeschichte an der Universität Kiel ernannt und arbeitete dort bis zu seiner Emeritierung 1958. In dieser Zeit wurde er 1955 zum korrespondierenden Mitglied der Deutschen Akademie der Wissenschaften zu Berlin gewählt. Sprockhoff starb am 1. Oktober 1967 in Kiel. Zu seinen wichtigsten Kieler Schülern gehörten Johanna und Karl Heinz Brandt.

## Sprockhoff-Katalog
Der heute überholte Begriff Nordische Riesensteingräber geht auf Sprockhoff zurück. Sprockhoff erfasste systematisch etwa 900 deutsche Megalithanlagen in einem durchnummerierten Katalog. Die so genannte Sprockhoff-Nummer wird bis heute verwendet, um die Anlagen zu identifizieren. Siehe auch: Liste der norddeutschen Megalithanlagen nach Sprockhoff-Nummer

## Veröffentlichungen (Auswahl)
- Die germanischen Griffzungenschwerter (= Römisch-Germanische Forschungen 5). de Gruyter, Berlin, Leipzig 1931.
- Die germanischen Vollgriffschwerter der jüngeren Bronzezeit (=  Römisch-Germanische Forschungen 9). de Gruyter, Berlin, Leipzig 1934.
- Jungbronzezeitliche Hortfunde Norddeutschlands (Periode IV), Mainz 1937.
- Die nordische Megalithkultur (= Handbuch der Urgeschichte Deutschlands Band 3). de Gruyter, Berlin, Leipzig 1938.
- ... und zeugen von einem stolzen Geschlecht. Herausgegeben vom Reichskommissar f. d. besetzten norw. Gebiete, Germanische Leitstelle Norwegen, Germanischer Wissenschaftseinsatz, Oslo 1945.
- Jungbronzezeitliche Hortfunde der Südzone des nordischen Kreises (Periode V). Mainz 1956.
- Atlas der Megalithgräber, Teil 1–3. Rudolf Habelt Verlag, Bonn 1966–1975.